# Uwe Rohbeck

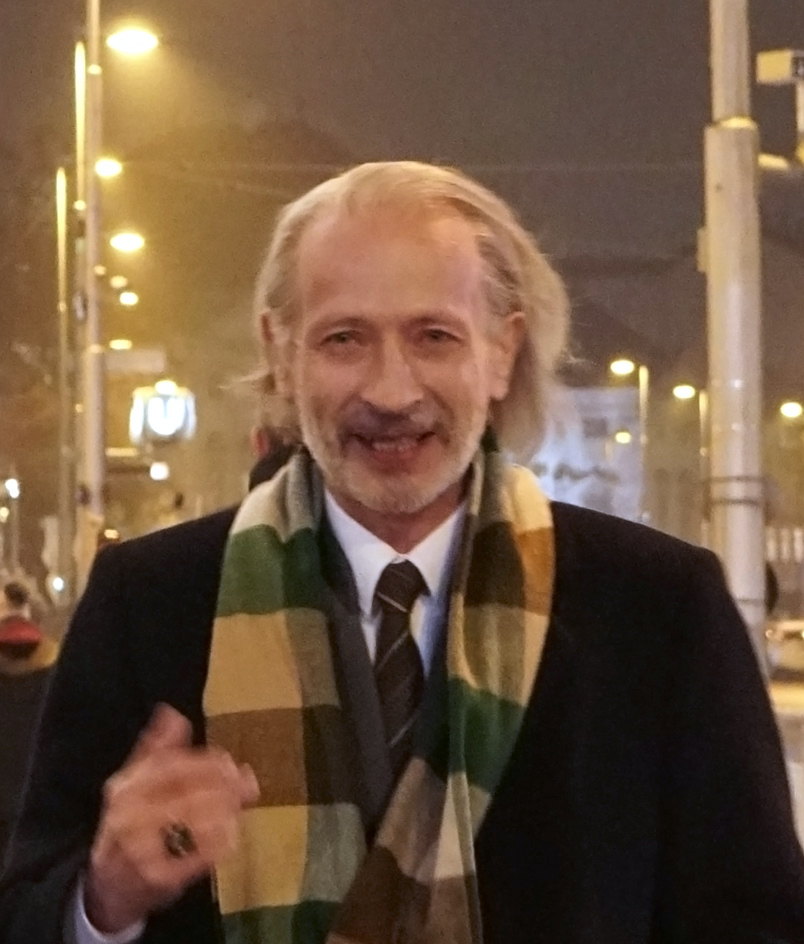
Uwe Rohbeck in seiner Rolle als Konrad Fidelius im Theaterstück Apokalypse Miau, bei der Aufführung am 15. Dezember 2022 am Volkstheater in Wien

Uwe Rohbeck (* 1961 in Wismar) ist ein deutscher Schauspieler und Regisseur, der in Wien lebt und arbeitet.

## Leben
Rohbeck verbrachte Kindheit und Jugend in Wismar im Norden der DDR (heute: Mecklenburg-Vorpommern). In der Jugend erlernte er das Musikinstrument Trompete, entschied sich dann aber für den Beruf des Schauspielers. Er studierte an der Hochschule für Schauspielkunst in Rostock. Nach der Ausbildung hatte er wechselnde Engagements an Theatern in Dresden, Salzburg, Heilbronn und Münster. An der Landesbühne Wilhelmshaven war Rohbeck zeitweise Oberspielleiter. 2001 inszenierte er die Operette Madame Pompadour, 2004 Die Dreigroschenoper. Festes Ensemblemitglied als Schauspieler war Rohbeck zunächst in Kassel, dann von 2010 bis 2020 am Theater Dortmund. Seit 2020 ist er festes Ensemblemitglied am Volkstheater in Wien. Bekannt ist der Schauspieler vor allem für seine Zusammenarbeiten mit den Regisseuren Kay Voges und Jörg Buttgereit. In dem Low-Budget-Film Suicide Club spielt Rohbeck 2010 an der Seite von Andreas Beck, der heute Kollege von Rohbeck im Ensemble des Wiener Volkstheaters ist.

## Filme
- 1987: Stielke, Heinz, fünfzehn...
- 2007: Kleine Anabelle
- 2010: Suicide Club

## Preise
- 2011 wurde Uwe Rohbeck mit dem Dortmunder Publikumspreis ausgezeichnet.[6]